# Es ist nichts Gesundes an meinem Leibe
Es ist nichts Gesundes an meinem Leibe (Il n’est rien de sain en ma chair) (BWV 25) est une cantate religieuse de Johann Sebastian Bach composée à Leipzig en 1723. 

## Histoire et livret
Bach écrivit cette cantate durant sa première année à Leipzig à l'occasion du quatorzième dimanche après la Trinité et la dirigea le 29 août 1723 pour la première fois. Pour cette destination liturgique, deux autres cantates ont franchi le seuil de la postérité : les BWV 17 et 78. Les lectures prescrites de ce jour étaient Galates 5, 16–24, le message de Paul sur les œuvres de chair et le fruit de l'esprit et Luc. 17, 11–19, la guérison des dix lépreux. Selon Christoph Wolff, le texte de la cantate est d'un théologien de Halle Johann Jacob Rambach (1693-1735) et fut publié en 1720 à Halle (Saxe-Anhalt) dans les  « Geistliche Poesien ». Le poète rappelle l'Évangile et compare la situation de l'homme en général et celle du lépreux. La maladie est d'abord évoquée par les mots du psaume 38 (37), 38, 4. Comme le fait remarquer Julian Mincham, le péché, la déchéance, la colère de Dieu et la pourriture générale infiltrent l'essentiel de la théologie luthérienne et ce chœur d'ouverture en particulier. À la fin du troisième mouvement on demande à Jésus de guérir. La dernière aria exprime l'espoir de chanter sa gratitude dans le chœur des anges. La cantate se termine par la douzième et dernière strophe du choral de Johann Heermann, Treuer Gott, ich muss dir klagen (1630).

## Structure et instrumentation
La cantate est écrite pour cornet à bouquin, trois trombones, trois flûtes à bec, deux hautbois, deux violons, alto, basse continue, quatre voix solistes soprano, alto, ténor, basse et chœur à quatre voix.
Il y a six mouvements :
1. chœur : Es ist nichts Gesundes an meinem Leibe
2. récitatif (ténor) :  Die ganze Welt ist nur ein Hospital
3. aria (basse) :  Ach, wo hol ich Armer Rat?
4. récitatif (soprano) :  O Jesu, lieber Meister
5. aria (soprano) : Öffne meinen schlechten Liedern
6. choral : Ich will alle meine Tage

## Musique
De même que pour Du sollt Gott, deinen Herren, lieben, BWV 77, composée la semaine précédente, Bach fait du chœur d'ouverture une fantaisie chorale sur une citation instrumentale complète d'une mélodie de choral connue, Herzlich tut mich verlangen nach meinem selgen End. Mais probablement Bach avait-il à l'esprit les paroles de Ach Herr, mich armen Sünder qu'il utilisa plus tard pour sa cantate chorale Ach Herr, mich armen Sünder, BWV 135, une paraphrase du psaume  Psaume 6 qui commence avec la deuxième strophe « Heil du mich, lieber Herre, denn ich bin krank und schwach ». En une complexe structure, Bach associe une introduction instrumentale avec un air de choral en longues notes dans le continuo, avec figurations des cordes et des hautbois, une fugue double choral et la présentation du choral par un ensemble de trombones avec le cornet à bouquin en guise de soprano, renforcé de trois flûtes à bec jouant une octave plus haut,. John Eliot Gardiner considère que l'inhabituel usage des trombones jouant l'air du choral indépendamment des voix est une « anticipation du final de la 5e symphonie de Ludwig van Beethoven ».
Les trois mouvements suivants ne sont accompagnés que du continuo. Une nouvelle perspective s'ouvre au cinquième mouvement avec une musique dansante, comme un concerto pour cordes et hautbois auquel font écho les flûtes à bec. La musique se réfère au texte « im höhern Chor werde mit den Engeln singen ». Le choral final est disposé comme d'habitude en quatre parties.

## Sources
- Gilles Cantagrel, Les cantates de J.-S. Bach, Paris, Fayard, mars 2010, 1665 p.  (ISBN 978-2-213-64434-9)

- (en) Cet article est partiellement ou en totalité issu de l’article de Wikipédia en anglais intitulé « Es ist nichts Gesundes an meinem Leibe, BWV 25 » (voir la liste des auteurs).